# Schultesianthus
Schultesianthus é um género botânico pertencente à família Solanaceae.

## Espécies
1. ↑  «Schultesianthus — World Flora Online». www.worldfloraonline.org. Consultado em 19 de agosto de 2020